# Абрамовский сельсовет (Нижегородская область)
Абра́мовский сельсове́т — упразднённое сельское поселение в Арзамасском районе Нижегородской области.
Административный центр — село Абрамово.

## История
Упразднён 1 января 2023 года.

## Население
| 2002  | 2010  | 2012  | 2013  | 2014  | 2015  | 2016  |
| ----- | ----- | ----- | ----- | ----- | ----- | ----- |
| 3851  | ↘3585 | ↘3524 | ↘3503 | ↘3454 | ↘3423 | ↘3372 |
| 2017  | 2018  | 2019  | 2020  | 2021  |       |       |
| ↘3335 | ↘3316 | ↘3247 | ↘3196 | ↗3557 |       |       |

## Состав сельского поселения
В состав сельского поселения входят 10 населённых пунктов:
| №  | Населённый пункт | Тип населённого пункта       | Население |
| -- | ---------------- | ---------------------------- | --------- |
| 1  | Абрамово         | село, административный центр | ↘1383     |
| 2  | Веригино         | село                         | ↘128      |
| 3  | Забелино         | деревня                      | ↘136      |
| 4  | Каменка          | село                         | ↘278      |
| 5  | Марьевка         | деревня                      | ↗283      |
| 6  | Мерлино          | деревня                      | ↗473      |
| 7  | Новая Слобода    | деревня                      | ↘42       |
| 8  | Слезавка         | посёлок при станции          | ↘32       |
| 9  | Соловейка        | посёлок                      | ↘28       |
| 10 | Хватовка         | село                         | ↘802      |